# 金剛院 (豊島区)
金剛院（こんごういん）は東京都豊島区長崎にある真言宗豊山派に所属する寺院。詳名は、蓮華山仏性寺金剛院（れんげさんぶっしょうじこんごういん）という。
御府内八十八箇所霊場の第76番札所。

## 歴史

### 開創・移転
金剛院は、1522年（大永2年）、聖弁和尚（しょうべんわじょう）という真言宗の僧侶によって、武蔵国豊嶋郡長崎村に開創された（現在地より北西へ800mほど離れた地点）。延宝年中または元禄年中の末期頃、寺は原因不明の火災に見舞われ、仏像や古文書を焼失。1715年（正徳5年）現在の位置へ移ったとされる。
移転先は、長崎村の鎮守社（十羅刹女社、現在の長崎神社）の東隣で、金剛院は十羅刹女社の別当寺となる。移転後の金剛院は、当時の住職であった十五世・聖誉（しょうよ）和尚の努力によって、本堂や大師堂、山門や鐘楼堂などの堂宇や仏舎利塔が再建され、寺容は一新された。

### 赤門
金剛院の山門は1780年（安永9年）に建立された。天明年中（1781 – 1788年）、度々発生した大火の折、十九世・宥憲（ゆうけん）和尚が先頭に立ち、多くの罹災者を金剛院で収容し助けた。その功績が将軍 徳川家治の耳にとどき、褒賞として、山門を朱塗りとする許可を受けた。この当時、朱塗りの門を作るということは将軍家と縁のある家などにだけ許される名誉あるものであった。金剛院は村民から赤門寺（あかもんでら）の名で慕われた。朱塗りの山門（赤門）は、1994年（平成6年）6月27日に豊島区より有形文化財の指定を受けている。

### 寺子屋
安政年中、本寺宝仙寺から智観比丘尼（ちかんびくに）が入寺（比丘尼とは尼僧のこと）。智観比丘尼は、金剛院へ村の子供たちを集め、この辺りではまだめずらしかった寺子屋をはじめ、1859年（安政6年）に亡くなるまで、子供たちに礼儀作法や読み書きを教えた。当地における庶民教育の創始者と言える。それを記念し、金剛院には智観比丘尼の功績を称える碑が建立されている。

### その他
- 1924年（大正13年）金剛院の門前に西武池袋線「椎名町駅」が開設された。
- 1926年（大正15年）長崎村が長崎町に改められる。
- 1949年（昭和24年）金剛院の門前に不動明王を祀る「長崎不動尊」建立される。

## 本尊
阿弥陀三尊（阿弥陀如来、観音菩薩、勢至菩薩） 

## 指定・登録文化財
- 本堂（登録有形文化財）
- 庫裏（登録有形文化財）
- 赤門（豊島区指定文化財）
- 道標地蔵尊（豊島区指定文化財）
- 板碑（豊島区指定文化財）
- 馬頭観音碑（豊島区指定文化財）

## 境内の建造物等
- 長崎不動尊
- 大師堂
- 四国八十八箇所お砂踏み参拝所
- 鐘楼堂、弘法大師修行像
- 智観比丘尼の碑
- 六地蔵
- 宝篋印塔
- 仏舎利塔
- 庚申供養塔
- 本堂
- 木石

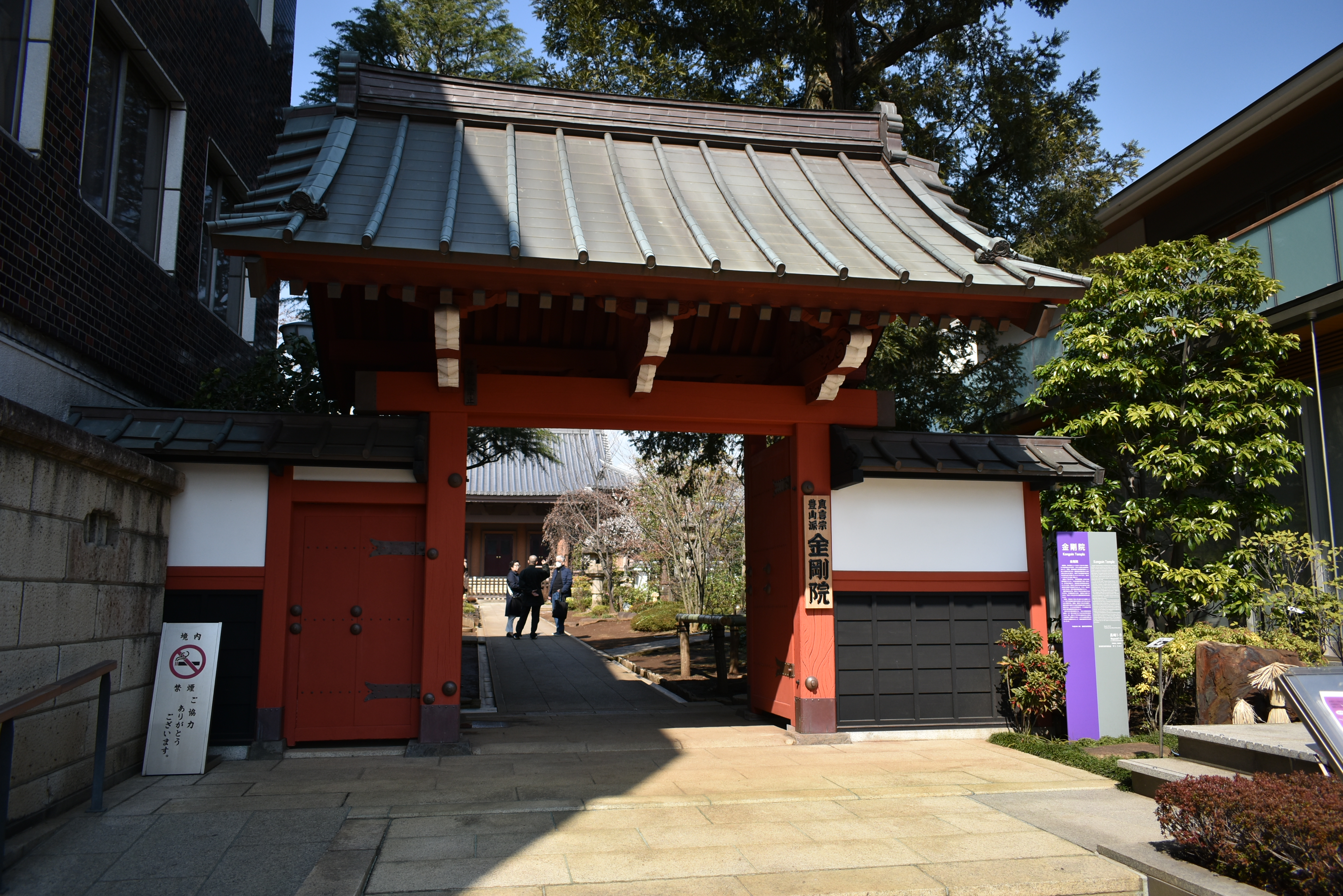
赤門（2019年3月12日撮影）
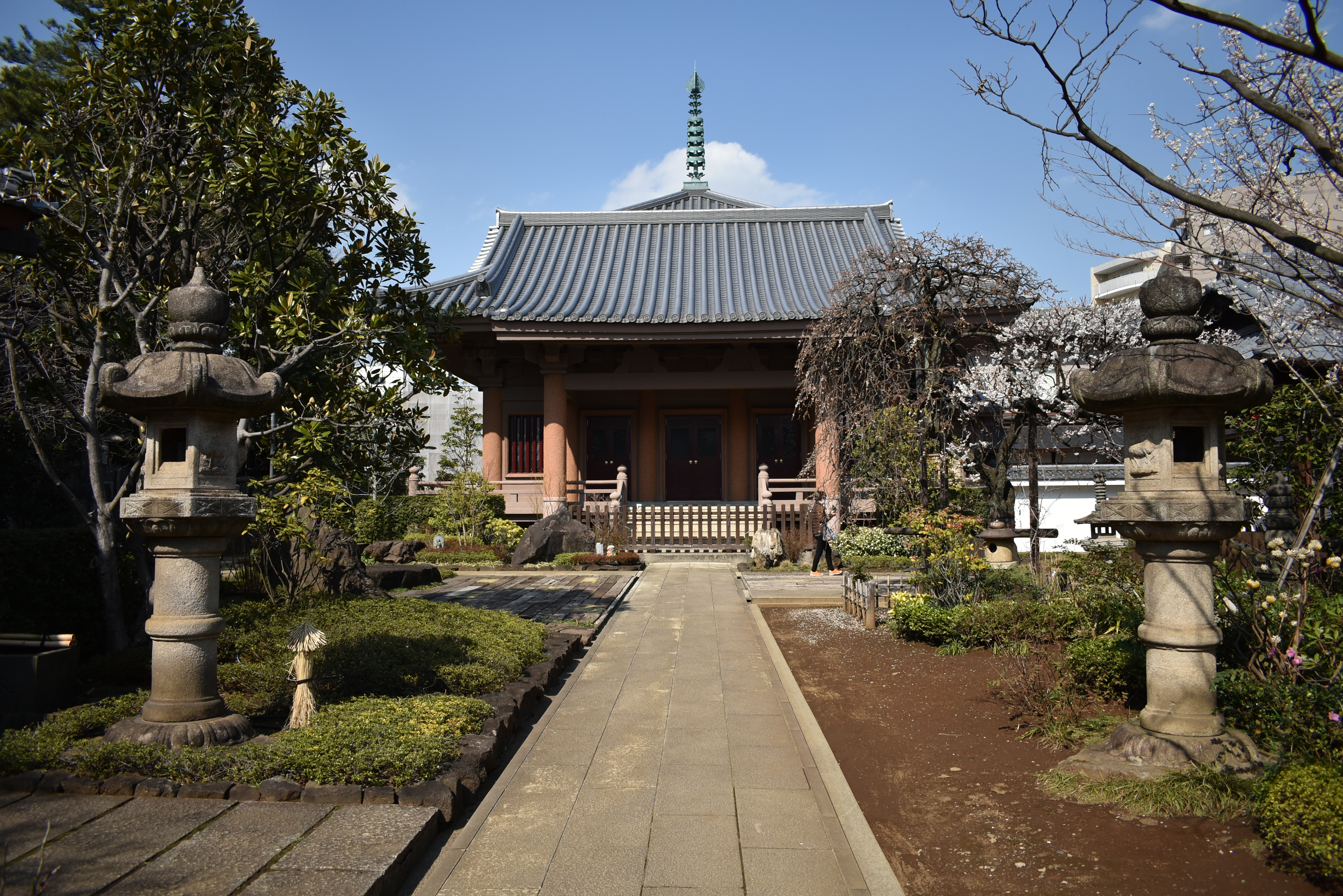
参道より本堂を見る（2019年3月12日撮影）
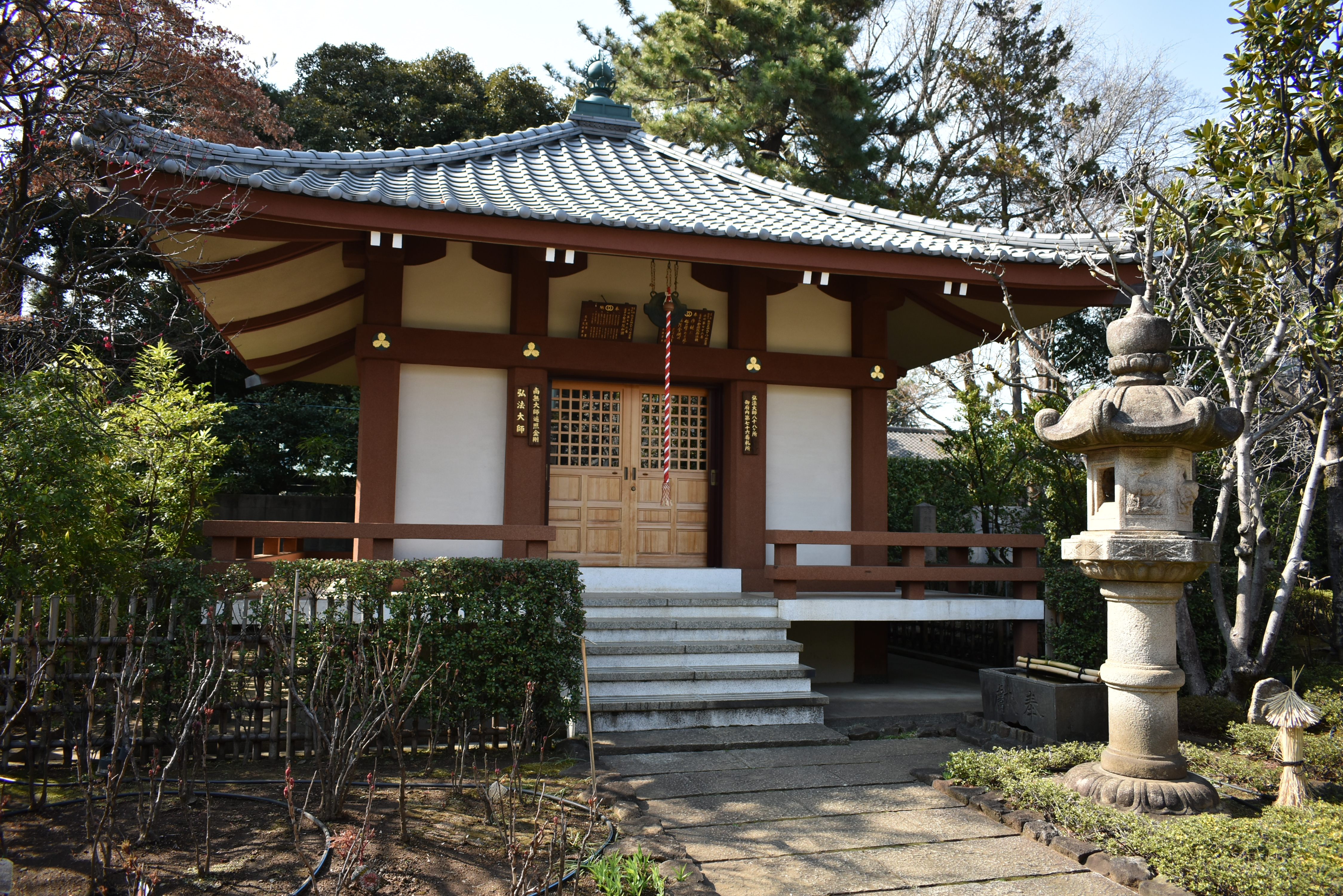
大師堂（2019年3月12日撮影）
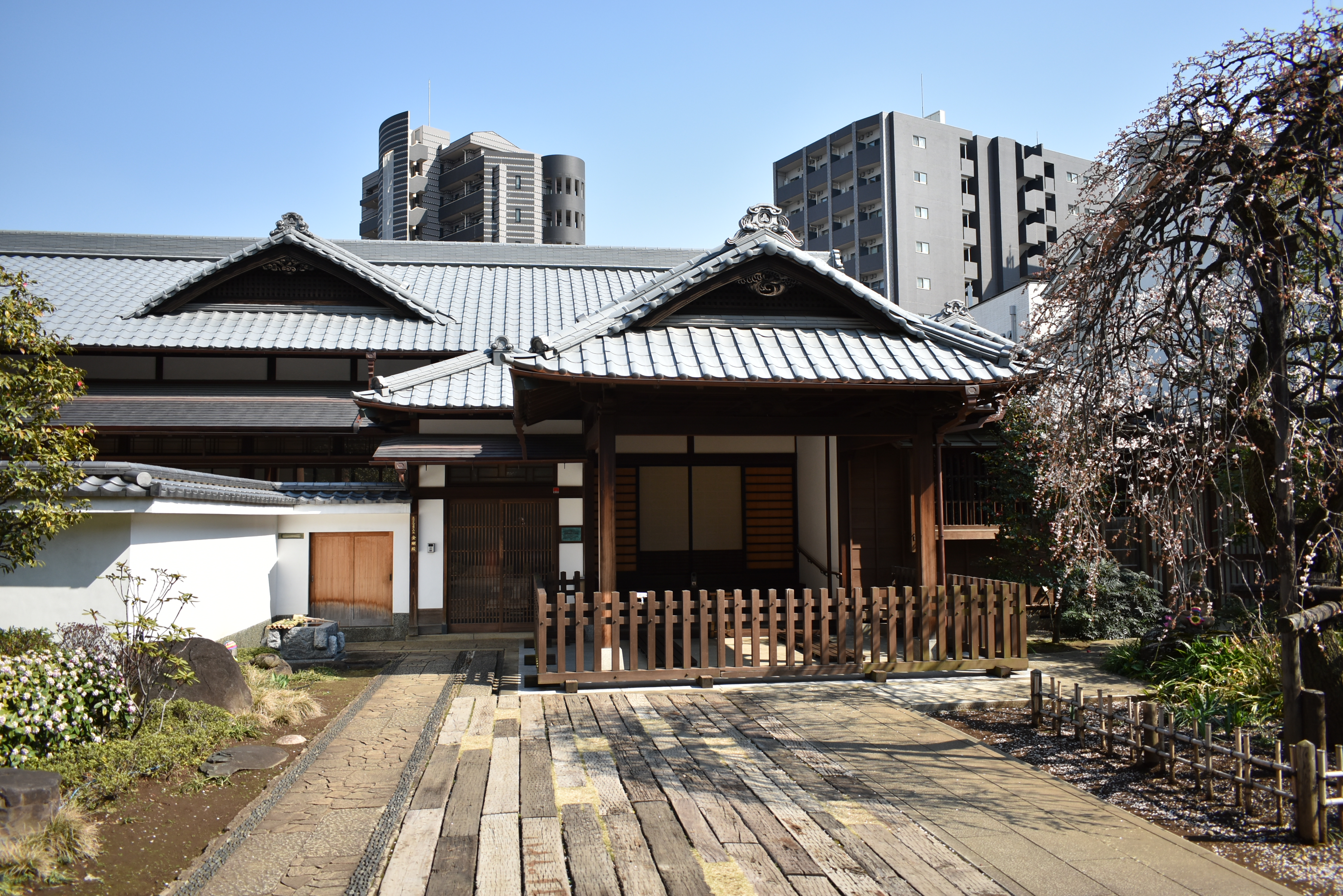
庫裏（2019年3月12日撮影）
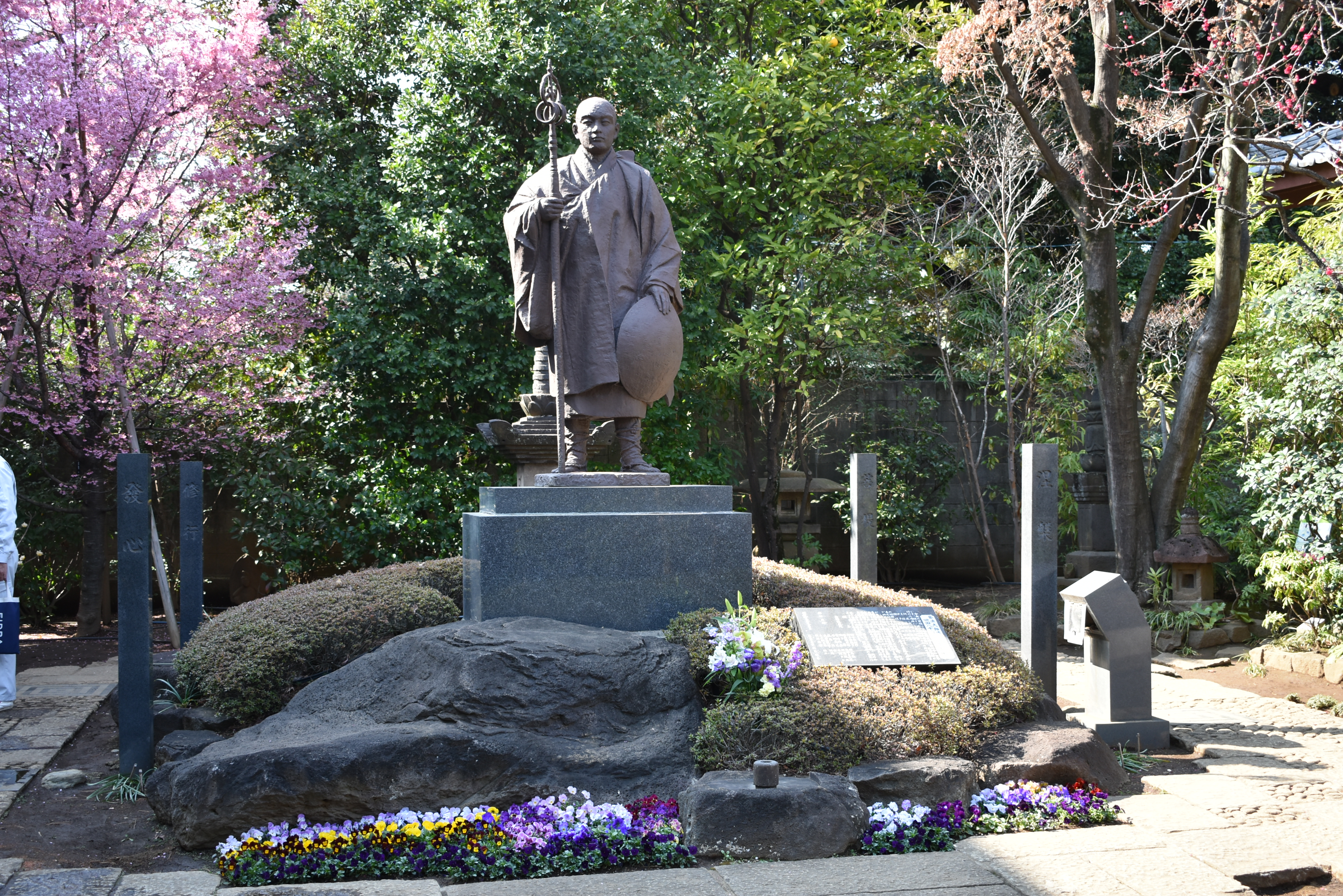
弘法大師修行像・四国八十八ヶ所お砂踏み参拝所（2019年3月12日撮影）

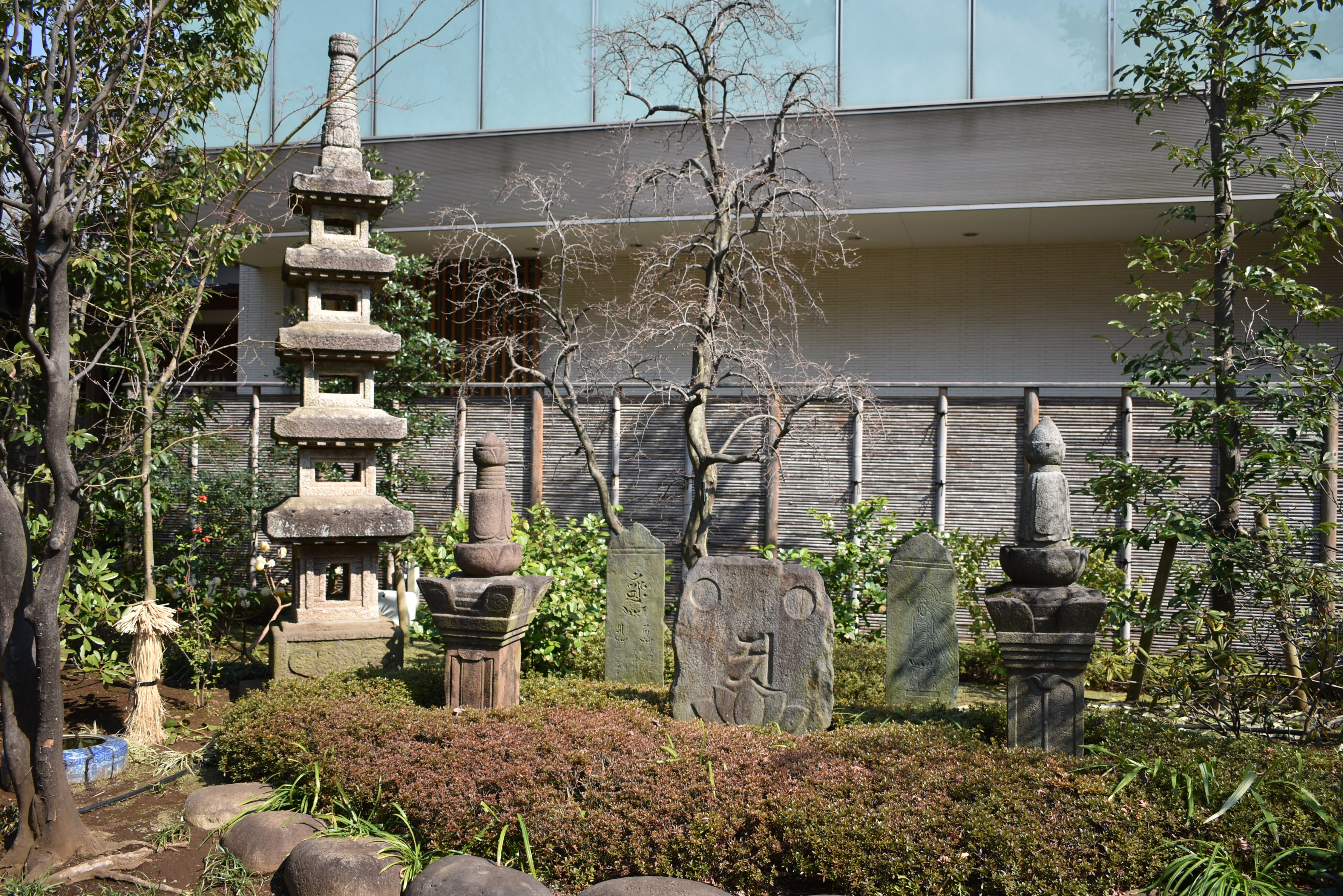
宝篋印塔・供養塔（2019年3月12日撮影）
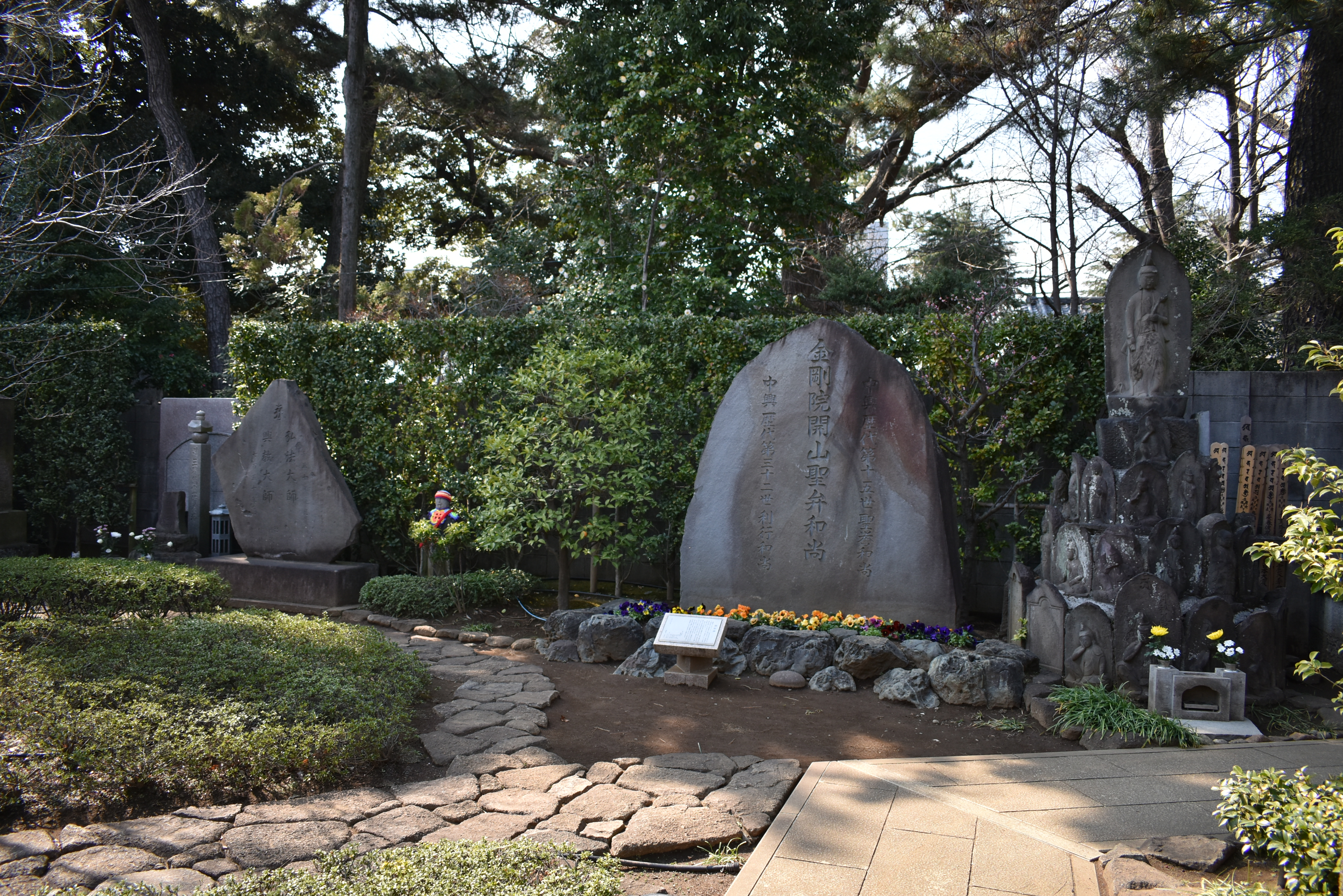
歴代和尚墓碑（2019年3月12日撮影）

## 近隣の名所
- 長崎神社
- トキワ荘